# Bhikangaon
Bhikangaon è una suddivisione dell'India, classificata come nagar panchayat, di 14.297 abitanti, situata nel distretto di Khargone, nello stato federato del Madhya Pradesh. In base al numero di abitanti la città rientra nella classe IV (da 10.000 a 19.999 persone).

## Geografia fisica
La città è situata a 21° 52' 0 N e 75° 57' 0 E e ha un'altitudine di 277 m s.l.m..

## Società

### Evoluzione demografica
Al censimento del 2001 la popolazione di Bhikangaon assommava a 14.297 persone, delle quali 7.410 maschi e 6.887 femmine. I bambini di età inferiore o uguale ai sei anni assommavano a 2.127, dei quali 1.123 maschi e 1.004 femmine. Infine, coloro che erano in grado di saper almeno leggere e scrivere erano 9.839, dei quali 5.588 maschi e 4.251 femmine.